# Військова адміністрація у Польщі
Військова адміністрація у Польщі (нім. Militärverwaltung in Polen) — назва на позначення військової окупаційної влади, створеної на короткий період під час і відразу після вторгнення Німеччини в Польщу (1 вересня — 6 жовтня 1939 р.), коли окуповані польські території перебували під управлінням німецьких військ на відміну від пізнішої цивільної адміністрації та Генерального губернаторства.

## Військова адміністрація
У більшості окупованих місцевостей після евакуації офіційного управлінського апарату виникали польські управи, часто ad hoc. Їх німці швидко розпустили, а тимчасовий контроль над цими територіями передали командувачам армійських тилових районів (нім. Korück). До управління польськими повітами чи їх групами швидко призначалися цивільні чиновники (ландрати). У західнопольських містах і селах міськими головами й війтами призначали німців, у центрально- і східнопольських допускалися поляки.
8 вересня Адольф Гітлер видав перші вказівки щодо окупаційної адміністрації. 8 і 13 вересня 1939 року в завойованих Великопольщі та Східній Померанії створено відповідно німецькі військові округи в районі Познані (Позен) під командуванням генерала Альфреда фон Фоллард-Бокельберга та Західної Пруссії під командуванням генерала Вальтера Гайца. На підставі законів від 21 травня 1935 р. і 1 червня 1938 р. німецькі військовики делегували цивільні адміністративні повноваження головам цивільної адміністрації (нім. CdZ). Начальником військового округу Позен Гітлер призначив Артура Грайзера, а начальником військового округу Західна Пруссія — гауляйтера Данцига Альберта Форстера. 3 жовтня 1939 року створено військові округи під командуванням генерал-майорів Герда фон Рундштедта і Вільгельма Ліста, названі за їх центрами «Лодзь» і «Кракау», а цивільними головами Гітлер призначив Ганса Франка та Артура Зейс-Інкварта відповідно. Таким чином, усю окуповану Польщу було поділено на чотири військові округи (Західна Пруссія, Позен, Лодзь і Кракау). Одночасно Франк був призначений «верховним головним розпорядником» усіх окупованих територій.

## Передача влади
Виданий Гітлером 8 жовтня 1939 року указ передбачав анексію західних польських земель і вільного міста Данциг. Окремий підзаконний акт обумовлював приєднання території навколо Сувалків (сувалкський трикутник). Решта земель залишалася під військовою окупацією, доки 12 жовтня Гітлер не видав указ про створення Генеральної губернії, який набув чинності 26 жовтня.

## Додаткова література
- Berenstein Tatiana, Rutkowski Adam: Niemiecka administracja wojskowa na okupowanych ziemiach polskich (1 września — 25 października 1939 r.). in: Najnowsze Dziejke Polski. Materiały i studia z okresu II wojny światowej. Bd. VI. Warszawa 1962. S. 45-57 (пол.)
- Tadeusz Wroński: Kronika okupowanego Krakowa, Wydawnictwo Literackie, Kraków 1974, s. 39. (пол.)